# Bétaïne

Une bétaïne : la triméthylglycine.

Les bétaïnes sont les composés zwitterioniques dont l'atome portant la charge positive ne porte pas d'atome d'hydrogène et n'est pas adjacent à l'atome portant la charge négative. Les bétaïnes n'admettent pas de formes limites sans charge. Historiquement, le terme désigne les ammoniums quaternaires dérivés des acides aminés. Le nom de bétaïne vient de la betterave sucrière d'où a été extraite la première bétaïne découverte, la triméthylglycine (TMG, historiquement appelée « bétaïne ») aujourd'hui appelée « glycine bétaïne ».
Ce ne sont pas des alcaloïdes au sens propre, même si régulièrement classés comme tels.

## Fonctions métaboliques
Divers organismes végétaux (plantes supérieures, algues et bactéries) synthétisent des bétaïnes comme molécules osmorégulatrices ou cryoprotectrices. Ces molécules leur permettent de résister au froid ou au sel, en particulier chez les extrêmophiles. Les bétaïnes permettent aussi à certaines plantes (Plumbaginaceae) de mieux résister à la chaleur et au stress hydrique via une synthèse irréversible de glycine bétaïne, la méthylamine la plus courante et la mieux distribuée chez les végétaux, produite dans les tissus chlorophylliens via la choline et ensuite transportée dans les tissus en croissance par le phloème.
Chez le plancton, la glycine bétaïne (GBT) ou triméthylglycine (TMG) est l'analogue azoté du diméthylsulfoniopropionate (DMSP) qui joue un grand rôle dans le cycle du soufre entretenu par le phytoplancton marin, mais qui est moins efficace contre les chocs osmotiques car moins rapidement produit et dégradé que la GBT. Le DMSP, plutôt que d'équilibrer la balance osmotique cellulaire, jouerait plutôt un rôle de tampon au début d’un choc osmotique (Kirst, 1996). Il pourrait se substituer à la GBT (et à d’autres composés osmolytes contenant de l’azote) comme soluté compatible lorsque l’azote manque dans le milieu.

## Utilisation
La bétaïne est utilisée en Suisse sur les aérodromes militaires pour le dégivrage rapide en hiver. Elle est également parfois utilisée dans le domaine cosmétique, pour son aspect hydratant et sa capacité à protéger la peau des irritations.
La bétaïne a un aspect humectant, conditionneur, agent d'entretien de la peau, agent de contrôle de la viscosité et antistatique.